# Epitaxia
Epitaxia refere-se ao método de deposição de uma película monocristalina sobre um substrato monocristalino. A película depositada é denominada como película ou camada epitaxial. O termo epitaxial origina-se das raízes gregas epi, significando "acima", e taxis, significando "de maneira ordenada". Pode ser traduzido como "arranjado sobre".

## Simetria

### Influência da tensão superficial pode na deposição
Em uma situação de equilíbrio termodinâmico, a energia potencial (Ep) mínima de cristais à temperaturas abaixo de seu ponto de fusão está associada a uma grandeza denominada energia livre de Gibbs.
| {\displaystyle G=(U+pV)-TS} | U = Energia interna P = Pressão V = Volume T = Temperatura S = Entropia do sistema |

A simetria de um cristal pode ser quebrada quando um dado material é depositado sobre um adsorvente cujo parâmetros de rede sejam distintos das moléculas do adsorvido. Em consequência dessa assimetria a energia Ep pode ser intensificada na interface gerando, assim, uma tensão superficial (γ) que age diretamente sob as ligações atômicas entre o adsorvido (filme) e o adsorvente (substrato).
Em materiais sólidos a energia livre de Gibbs, G, de superfície é reduzida por um valor de entropia que depende do grau de desordem na superfície, além disso, possui um termo de tensão elástica. Definimos então γi como sendo a tensão superficial na interface do material. Tomemos como exemplo uma película de sabão formada quando mergulhamos um anel em uma mistura de água com sabão, a força que mantém essa membrana é denominada tensão superficial.
| {\displaystyle \gamma _{i}+\gamma _{f}\cos {\theta }=\gamma _{s}} | γi = Tensão na interface γf = Tensão no filme γs = Tensão no substrato |

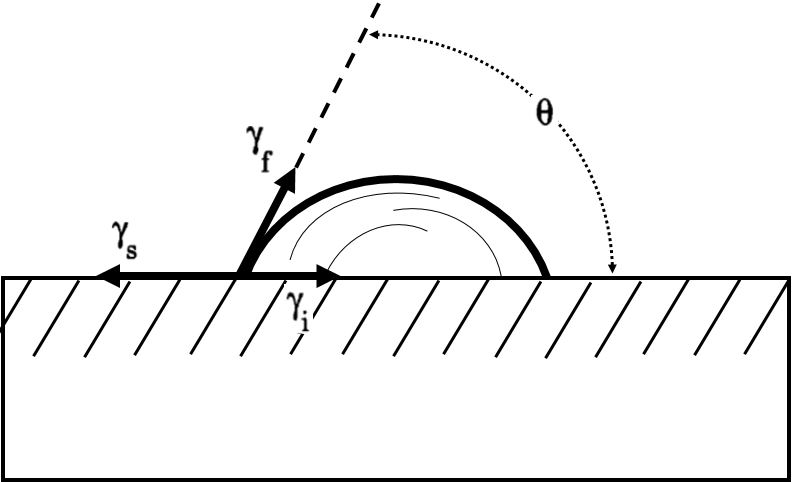
Representação das tensões atuando na superfície entre um núcleo líquido e um substrato

Considera-se como ideal que a energia superficial do filme seja suficientemente menos intensa do que a energia superficial do substrato, promovendo assim o “molhamento” do filme por toda a superfície do substrato, ou seja
{\displaystyle \gamma _{i}+\gamma _{f}<\gamma _{s}}
Substratos monocristais podem otimizar a deposição visto que γi é minimizado. Consequentemente a densidade de ligações com mesmo comprimento e ângulo compatíveis com o filme é intensificada, favorecendo um crescimento simétrico e periódico do filme com o substrato, ou seja, crescer epitaxialmente.
A escolha de um substrato ideal está associada a sua morfologia. A incompatibilidade dos parâmetros de rede entre o substrato e o filme podem intensificar γi resultando em defeitos estruturais.

### Substratos utilizados no crescimento de filmes de GaN
Dentre os substratos compatíveis para o crescimento de filmes finos de GaN podemos citar a safira, arsenieto de gálio (GaAs) e o silício (Si). Substratos de safira possuem propriedades isolantes o que torna seu uso restrito a dispositivos que não interajam com outros semicondutores de menor Gap, além disso, sua alta incompatibilidade de rede com o GaN pode ser um precursor de uma alta densidade de defeitos no filme. O uso do GaAs e Si como substratos no crescimento de filmes de GaN também possuem algumas adversidades relacionadas com os parâmetros de rede e coeficientes de expansão, não obstante, se tornam bons candidatos a serem utilizados devido a compatibilidade com dispositivos da indústria optoeletrônica e disponibilidade em bulk de grandes dimensões.

### Fator de compatibilidade entre substrato e filme
Quando o substrato escolhido para a deposição é composto pelo mesmo material do qual pretendesse gerar o filme, nomeamos este tipo de deposição como crescimento homoepitaxial. Assim sendo, a γi é praticamente nula e o filme pode ser difundido pela superfície do substrato, otimizando as ligações atômicas entre o substrato e promovendo um filme com menor densidade de defeitos.

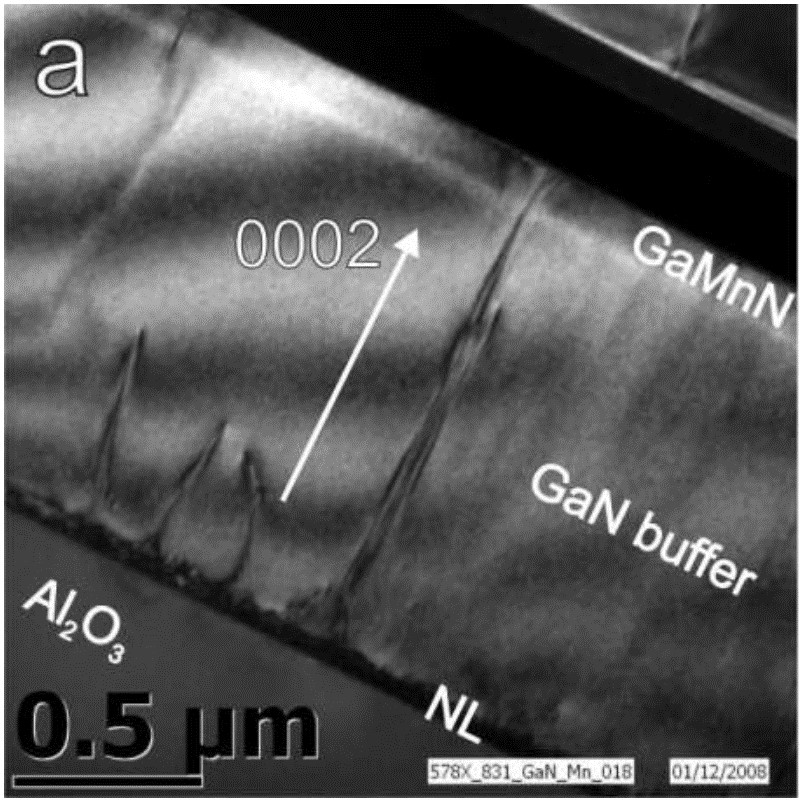
Crescimento por heteroepitaxia de filmes GaMnN sobre safira, detalhe para a camada buffer'.

Embora o crescimento por homoepitaxia seja o caso mais ideal para uma deposição, nem sempre é o mais factível, visto que alguns materiais não são fáceis de serem produzidos em dimensões suficientes para serem utilizados como substratos e quando o são, o custo desses materiais na maioria dos casos pode ser exorbitante tornado o método impraticável. Contudo, um caminho alternativo para o crescimento epitaxial de um filme consiste na utilização de um substrato distinto, porém compatível com a estrutura cristalina do filme a ser formado, a esse novo método nomeamos crescimento heteroepitaxial de filmes finos
.
Na hetoroepitaxia, no decorrer do processo de deposição é natural que a orientação cristalográfica tomada pelos átomos seja aquela que minimize o valor de γi, consequentemente maximizando as ligações da interface. Tomando como parâmetros os espaçamentos atômicos ao logo da direção das superfícies do filme e do substrato, é possível definir um fator de compatibilidade (f) definido como:
{\displaystyle f=\left({\frac {a_{e}-a_{s}}{(a_{e}+a_{s})*0,5}}\right)\simeq (a_{e}-a_{s})/a_{s}}
O termo ae representa o espaçamento atômico ao longo do filme, enquanto o termo as  é o espaçamento atômico ao longo do substrato. Convenciona-se como ideal valores de f < 0,1 para um crescimento epitaxial, uma vez que f > 0,1 é um indicativo de que as ligações do substrato com o filme podem não estarem bem alinhadas.

### Estruturação em filmes finos
O crescimento heteriepitaxial também é fortemente influenciado pela temperatura de deposição e distintas estruturas no filme podem surgir alterando a energia térmica do sistema. Essas estruturas são previstas pelo estudo de estruturação utilizando o modelo quantitativo de Movchan e Demchishin . Esse estudo leva em conta o termo de comprimento de difusão superficial Λ.
{\displaystyle \Lambda =a{\sqrt {\frac {\upsilon _{os}}{\upsilon _{oc}}}}e^{(E_{c}-E_{s})/2RT}}
Este termo está relacionado com a energia térmica T por um fator exponencial. A escolha de uma temperatura ideal pode otimizar a mobilidade e a Λ dos átomos do filme no momento que reagem com a superfície do substrato. O estudo dessa temperatura é fundamental caso o objetivo seja obter filmes com menor densidade de voids
É possível compreender o tipo de morfologia e estrutura do filme ao obtermos a razão entre a temperatura do substrato por sua temperatura de fusão.
{\displaystyle Z={\frac {T_{s}}{T_{m}}}}
Algumas zonas podem então serem definidas. A figura abaixo é uma representação de quatros zonas estruturais básicas formadas pela deposição em diferentes temperaturas.

### Ação da temperatura em filmes de GaN
Na literatura, muitos autores tem estudado a morfologia de filmes depositados formados sob distintos regimes de temperatura. Um estudo feito por Schiaber e colaboradores, por exemplo, realizaram deposições de filmes de GaN sobre substrato de safira alternando a temperatura do substrato a fim de obterem fatores Z equivalentes a 0,21; 0,32 e 0,47. As estruturas formadas corroboraram com o esperado pela teoria de estruturação, com fácil visualização da  estrutura colunar formada pela zona intermediária e os grãos bem definidos para Z=0,47. 
Além da influência da temperatura na morfologia do filme, outro obstáculo que deve ser tratado no crescimento epitaxial é o grau de contaminação da superfície do substrato. Quando exposto ao ar atmosférico a superfície do material ainda está vulnerável a adesão de uma série de moléculas e partículas presente no ar atmosférico que podem reagir e incorporar em sua estrutura, esse tipo de contaminação pode ocorrer mesmo a poucos minutos de exposição do bulk. 
Uma das formas de limpar a superfície contaminada consiste em realizar um procedimento de pré-Sputtering no qual é realizado um bombardeio iônico de Ar+ na superfície do material. No entanto, este método pode criar novos defeitos na estrutura do mesmo, sendo assim, deve ser um recurso a ser evitado. Uma forma mais aconselhável na remoção dessas impurezas é o aquecimento prévio da câmara antes da deposição. Desta forma, óxidos fracamente ligados ao bulk e a própria câmara podem ser removidos pelas bombas de vácuo previamente instaladas na câmara.

## Desordem
As forças químicas que atuam na manutenção da ordem cristalográfica de um filme atuam a uma ou duas distâncias atômicas e qualquer irregularidade no substrato pode se tornar um obstáculo no crescimento do filme, essas rupturas na superfície são geradas no processo de corte e polimento do material. A deposição epitaxial pode ser interrompida caso haja alguma dessas desordens na mono camada da superfície do substrato ou quando essa desordem se propaga pela superfície do filme depositado.

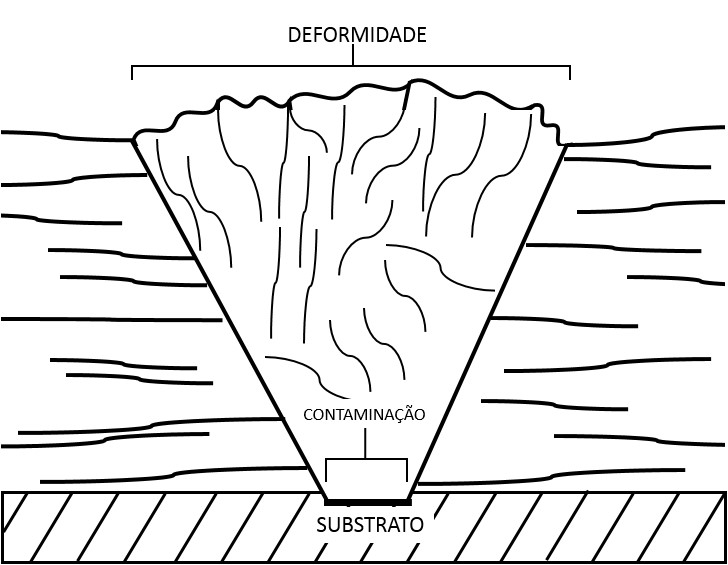
Representação transversal da propagação de uma desordem no interior de um filme fino

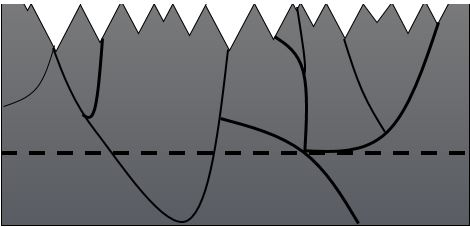
Representação transversal dos defeitos incorporados em um substrato

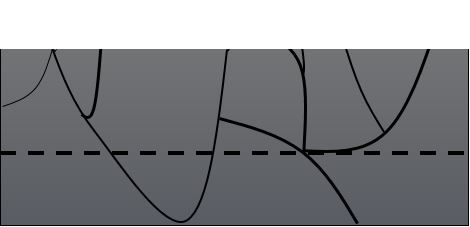
Remoção dos defeitos na superfície do substrato após um primeiro ataque químico

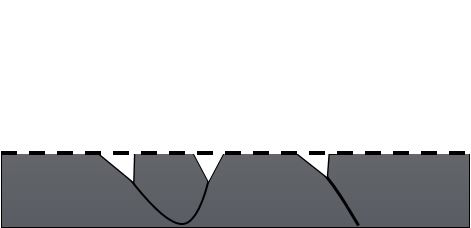
Superfície de um substrato após segundo ataque químico

### Controle de deformidade
O aspecto da deformação impulsionada por deformidades do substrato pode atingir escalas nanométricas, sendo assim, só é possível observa-las com o auxílio de microscópios eletrônicos de alta precisão. Dentre os microscópios comumente utilizados estão o microscópio eletrônico de varredura (M.E.V.), o microscópio de força atômica (M.F.A.) e o microscópio eletrônico de transmissão (M.E.T.).
Uma forma de minimizar a densidade de defeitos na estrutura do filme pode ser obtida a partir da incorporação de uma camada buffer no substrato antes que a deposição do filme seja realizada, reduzindo assim a tensão na interface. Filmes finos de GaN dopado com Mn depositado sobre safira foram obtidos utilizando uma camada buffer de GaN o suficiente para obstruir os defeitos propagados desde a camada onde são formados os primeiros núcleos (camada NL). 

### Limpeza do substrato
Essas desordem cristalográficas se propagam pelo filme e afetam as propriedades desejadas para dada aplicação do material depositado. Para minimizarmos a interferência dessas “ilhas” de desordem/impurezas presentes no próprio substrato, faz-se necessário uma preparação criteriosa do mesmo.
Em sua forma original a estrutura do substrato está fortemente danificada e sua estrutura é arraigada de defeitos. Uma forma de suavizar essas deformações se dá por meio de um ataque químico, no qual um agente corrosivo é posto em contato com o substrato resultando em uma amostra mais plana livre de defeitos na superfície. No entanto, este ataque químico pode ser insuficiente para remover os defeitos do material e danos internos ainda podem estar concentrados no interior do bulk. Um terceiro passo pode ser realizado no substrato mergulhando-o em um outro agente corrosivo capaz de remover a superfície defeituosa e revelar os poços e linhas característicos de defeitos residuais.